# نیک‌پی (زنجان)

نیک‌پی (زنجان)، شهری از توابع بخش زنجانرود شهرستان زنجان در استان زنجان ایران است و مرکز بخش زنجانرود شهرستان زنجان است؛ نیک‌پی در سال ۱۳۹۰ رسماً از روستا به شهر تبدیل شد.
نیک پی به دلیل این که دو رودخانه‌ای که از میان او می‌گذرد جزء اولین سکونت گاه های تاریخی، استان زنجان می باشد و از دیرباز مورد توجه شاهان بخصوص شاهان صفوی می‌بوده و به همین امر در دوره صفوی، کاروانسرای در این شهر احداث شده که قدمت تاریخی دارد.

## جمعیت
این شهر براساس سرشماری مرکز آمار ایران در سال 1390، دارای جمعیت ۴۷۴ نفری (۱۱۹خانوار) بوده‌است؛ که با این حساب، این شهر جزو ۱۰ شهر دارای کمتر از ۱۰۰۰ نفر جمعیت در ایران است.